# Ugrische Sprachen
Die ugrischen Sprachen sind ein Zweig der finno-ugrischen Sprachen.
Zu den ugrischen Sprachen gehören Ungarisch und die obugrischen Sprachen Chantisch und Mansisch. Die gemeinsame ugrische Sprache wurde wahrscheinlich vom Ende des 3. Jahrtausends v. Chr. bis zur ersten Hälfte des 1. Jahrtausends v. Chr. im westlichen Sibirien gesprochen.

## Strukturelle Eigenschaften
- Bestimmte und unbestimmte Konjugation
- Verbalpräfixe, die die Bedeutung des Verbs konkret und abstrakt verändern können

### Beispiele aus dem Mansischen
ēl(a) – „vorwärts, fort“
| jōm- „gehen, schreiten“ | ēl-jōm- „fortgehen“      |
| tinal- „verkaufen“      | ēl-tinal- „ausverkaufen“ |

χot – 'weg von etwas und andere Abstufung der Aktionsintensität'
| min- „gehen“        | χot-min- „fortgehen, stehenbleiben“         |
| roχt- „erschrecken“ | χot-roχt- „plötzlich Angst vor etwas haben“ |

### Beispiele aus dem Ungarischen
el – „fort, weg, mit“
| jönni- „kommen“                            | el-jönni- „hinkommen“                              |
| csinál- „tun, machen, herstellen, handeln“ | meg-csinál- „erledigen, etwas hinter sich bringen“ |

oda/ott – „dort (hin)“
| ugrani- „springen“ | oda-ugrani- „hin-/wegspringen (von)“ |
| menni „gehen“      | oda-menni „(dort) hingehen“          |